# Bellinger River National Park
Bellinger River National Park är en nationalpark i Australien.   Den ligger i delstaten New South Wales, i den östra delen av landet, 600 kilometer nordost om huvudstaden Canberra. Bellinger River National Park ligger 232 meter över havet. Arean är 28,3 kvadratkilometer.
I omgivningarna runt Bellinger River National Park växer i huvudsak städsegrön lövskog.